# Le clown est roi
Pour plus de détails, voir Fiche technique et Distribution.
Le clown est roi (3 Ring Circus) est un film américain réalisé par Joseph Pevney, sorti en 1954.

## Synopsis
Jerry et Pete sont dans le besoin, ils finissent par trouver un poste de manœuvres dans un cirque américain à trois pistes, mais Jerry rêve : il veut devenir clown.

## Fiche technique
- Titre original : 3 Ring Circus
- Titre français : Le clown est roi
- Réalisateur : Joseph Pevney
- Assistants réalisateurs : Charles C. Coleman, Daniel McCauley
- Scénariste : Don McGuire
- Directeur de la photographie : Loyal Griggs
- Musique : Walter Scharf
- Direction artistique : Tambi Larsen et Hal Pereira
- Décors de plateau : Sam Comer et Ray Moyer
- Costumes : Edith Head
- Montage : Warren Low
- Son : Harold Lewis, John Cope
- Producteur : Hal Wallis
- Sociétés de production : Paramount Pictures, Hal Wallis Productions
- Société de distribution (États-Unis, France, Grande-Bretagne, Allemagne de l'Ouest, Suède) : Paramount Pictures
- Tournage : du 17 février 1954 au 31 mars 1954 à Phoenix (Arizona)
- Pays d'origine :  États-Unis

## Distribution
- Jerry Lewis (VF : Jacques Dynam) : Jerome "Jerry" Hotchkiss
- Dean Martin (VF : Michel Gudin) : Peter "Pete" Nelson
- Joanne Dru (VF : Claire Guibert) : Jill Brent
- Zsa Zsa Gabor (VF : Jacqueline Porel) : Saadia, la trapéziste
- Wallace Ford (VF : Raymond Rognoni) : Sam Morley, le directeur du cirque
- Sig Ruman (VF : Pierre Morin) : Le colonel Fritz Schlitz, le dresseur de lions
- Gene Sheldon (VF : Raymond Destac) : Puffo le clown
- Nick Cravat : Timmy
- Ralph Peters (VF : Richard Francœur) : le cuisinier du cirque
- Frederick E. Wolfe (VF : Jean Brunel) : le géant du cirque
- Elsa Lanchester (VF : Lita Recio) : la femme à barbe
- Douglas Fowley (VF : Ulric Guttinguer) : le chef du service paie de l'armée
- Sue Casey : la charmeuse de serpents
- Mary Orozco : la grosse femme du cirque

Acteurs non crédités
- Frank Carter : le capitaine
- Billy Curtis : le clown nain
- Sandy Descher : la petite fille handicapée
- Milton A. Dickinson : le clown contortionniste
- Kathleen Freeman : une victime du gag de la tarte à la crème
- Robert McKibbon : l'hercule
- George E. Stone : le père du petit garçon
- Philip Van Zandt : l'opérateur du canon de l'homme obus
- Buck Young : un soldat